# Àrsaces III d'Armènia
Àrsaces III (en armeni: Արշակ Գ) va ser rei d'Armènia de l'any 384 al 389. Formava part de la dinastia Arsàcida, i era client de l'Imperi Romà.
Era fill de Pap i l'any 378 Manuel Mamiconi el va posar al tron sota la regència de la seva mare, la reina Zarmandukht. El 384 va ser proclamat rei principal amb son germà Valarxak com a rei associat. El 385 va morir Manuel Mamiconi, i el 386 va quedar com a únic rei en morir el seu germà Valarxak.
La desaparició gairebé simultània del seu germà Valarxak i del regent Manuel Mamiconi va animar al rei el 386 per reunir tot el regne sota la seva autoritat. Ja des d'aquest any els nakharark (la noblesa) es van començar a separar del rei i es van aliar amb Pèrsia. El rei Sapor III va enviar un exèrcit a Armènia, que amb el suport de molts nakharark va establir com a nou rei a la part oriental del país (al Airarat) a Khosrov IV de la casa arsàcida, reconegut com a rei a la gran Armènia mentre Àrsaces es va haver de refugiar a la part occidental i només va conservar (i encara sota protectorat romà, des de l'abril del 387) la Petita Armènia, probablement després de ser derrotat a una batalla a la vora del llac Sevan.
Els romans van enviar tropes per protegir Àrsaces i finalment es va produir un repartiment de fet entre les dues parts d'Armènia, una sota influència de l'Imperi romà i una altra sota influència de Pèrsia, acord que es va establir entre el 387 i el 390. La frontera entre ambdues parts d'Armènia es va mantenir estable durant uns dos-cents anys i passava per l'est de Karin (Erzurum) i a l'est de Martiròpolis (Mayyafariquin). Quedaren sota influència romana la Derzene, la Keltzene, l'Acisilene, la Khorzene, el Daranaliq, la Balabitene, l'Astianene, la Sofene, l'Anzitene i la Sofanene. A la resta se la va conèixer com a Persarmènia. Segons l'historiador Procopi els nakharark de Sofanene, Anzitene, Sofene, Astianene i la Babilitene es van convertir de fet en funcionaris imperials.
Entre els nakharark que van restar fidels al rei i el van seguir a l'oest hi havia Dara, fill de Babik de la Siunia, Gazavon, senyor de Shirak i Arsharuniq, Peroz Gardmanatsi de Gardman, Atat Gnuní, Kenan Amatuni, i Sura de Mokq. En canvi, alguns nakharark d'occident es van passar al costat persa, com Isaac I Bagratuní d'Ispir (Sper), que va rebre dominis expropiats pels perses i va sotmetre Vanand (regió de Kars).
Cap a l'any 390, menys de dos anys després del començament del regnat del nou rei sassànida, Bahram IV de Pèrsia, el tractat d'intercanvi d'Armènia signat amb Roma estava ja operatiu. Pèrsia es quedava amb 4/5 parts del país (Persarmèrnia) i la resta quedava dins el territori de l'Imperi Roma d'Occident. Àrsaces III, sense el suport de Roma, es va sostenir a Erzindjan i va intentar oposar-se a Khosrov IV, i va ocupar Vanand (probablement el 390) però Isaac Bagratuní el va derrotar i va haver de fugir. Va morir d'esgotament en arribar a Erzindjan l'any 391. El país armeni occidental, ja sense rei, va ser annexionat a l'Imperi i l'administració confiada a un comte (més tard un dux), amb un consell de nakharark presidit per Gazavon de Shirak.